# Кизикерменський повіт
Кизикерменський повіт — адміністративно-територіальна одиниця Слав’янської провінції Новоросійської губернії Російської імперії.

Утворений в 1776 році в результаті адміністративного поділу захоплених та приписаних до Новороссійської губернії “вольностей” війська Запорізького низового.

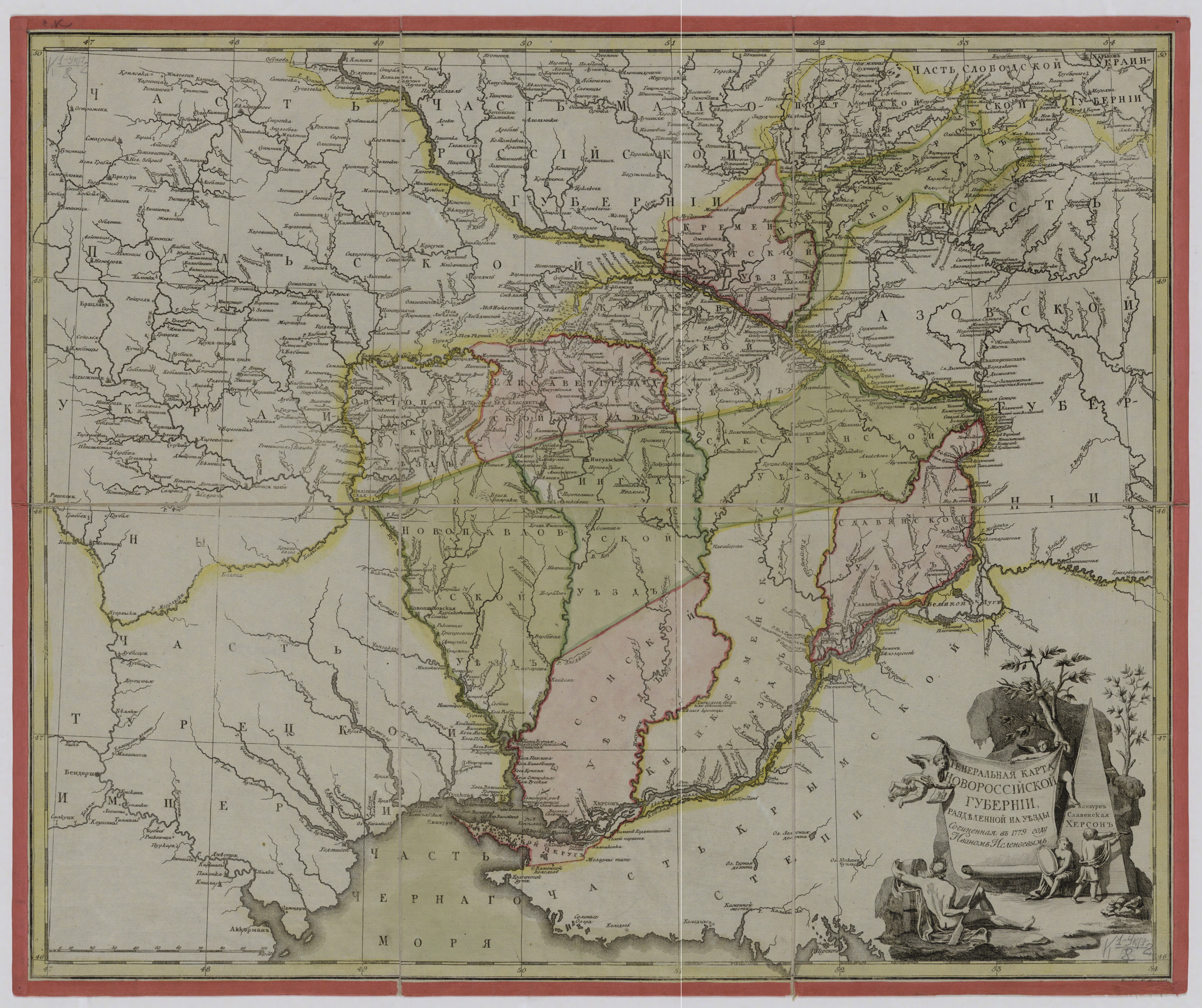
Генеральна карта Новоросійської губернії з поділом на повіти. Складена в 1779 році Іваном Ісленьєвим.

Кизикерменський повіт був одним з трьох повітів Слав’янської провінції та розташовувався на правому березі річки Дніпро. Межі повіту визначалися в "Ограничении Новороссийской губернии" (РГАДА, ф. 16, д. 797, ч. 2., лл. 293–330 об.) та були наступними: починаючи з лівого берега Конських Вод (Конки) проти устя річки Інгульця від кордону Херсонського повіту межа проходила берегом Конської вверх, охоплюючи в цей повіт всі острова, які  лежать як по Конській так і по Дніпру, якими володіли колишні запорожці, доходила до Великих плавнів, перетинала їх і річки Конську, Дніпро, Скарбну і Подпольну проти устя річки Базавлука, входила в устя і продовжувалася вверх Базавлука, ділячи її навпіл з Слав’янським повітом, до назначенної межі між повітами Слав’янським і Саксаганським, а потім тією межею з Саксаганським повітом поблизу вершин річки Кам’янки до річки Саксагані і нею вниз до її устя в річку Інгулець, далі нею вниз до її устя в Дніпро, ділячи Інгулець навпіл з Херсонським повітом, а потім чрез Дніпро і Конську до її лівого берега до початкового пункта.
Повіт названо за назвою старовинного турецького міста-фортеці Кизикермен, яке розміщувалося на правому березі Дніпра та мало на той час важливе оборонне значення і сприяло водній комунікації. В Кизикермені розташовувалось земське правління. Першим земським комісаром був призначений порутчик Іван Селецький.
В 1779 році, за довідкою в Слав’янській провінційній канцелярії, число зимівників в Кизикерменському повіті досягало 244.
В 1781 році мандрівник Василь Зуєв в своїх "Путешественных записках" дає опис повіту:
”Кизикерменський повіт поширюється між річками Базавлук і Інгулець до Дніпра, а з верху межує з Саксаганьським повітом; площею своєю займає місця на 659180 десятин, з яких для хліборобства придатною вважають тільки біля Дніпра і водяних балок, які впадають в нього, що складає може бути близько половини всього простору, але є і інші вигоди біля цієї великої річки, для яких хоч не всі місця заселені, але всі розібрані. Однак повіт всередині майже ще весь порожній і місць, які заселяють вважають не більше 10, в яких домів до 166, а жителів 461 душа. Крім того в повіті є три водяні і чотири вітряні млини; завод цегляний і вапняковий, які діють відповідно з достатком дров і очерету.“
1783 року  територія Новоросійської губернії увійшла до складу Катеринославського намісництва. В 1784 році при поділі Катеринославського намісництва на повіти Кизикерменський повіт був скасований, його територія приєднана до Херсонського повіту.